# Baby (Quality Control, Lil Baby e DaBaby)
Baby è un singolo della etichetta discografica statunitense Quality Control Music pubblicato il 17 luglio 2019, estratto dall'album compilation Control the Streets, Volume 2.

## Video musicale
Il video musicale del singolo è stato pubblicato il 13 agosto 2019 su YouTube, tre giorni prima della pubblicazione dell'album da cui è estratto il singolo.

## Esibizioni dal vivo
Lil Baby e DaBaby si sono esibiti con la canzone ai BET Hip-Hop Awards del 2019, dove DaBaby ha anche vinto il premio come miglior nuovo artista.

## Classifiche
| Classifiche (2019) | Posizione massima |
| ------------------ | ----------------- |
| Canada             | 54                |
| Stati Uniti        | 21                |

| Classifiche (2019) | Posizione |
| ------------------ | --------- |
| Stati Uniti        | 84        |

## Tracce
Testi e musiche di Dominique Jones, Jonathan Kirk, Wesley Glass.
1. Baby – 2:23